# Yudai Nakashima
Yudai Nakashima (中嶋 雄大 Nakashima Yūdai?, nacido el 31 de agosto de 1984 en Kumamoto) es un exfutbolista japonés. Jugaba de delantero y su último club fue el Verspah Oita de Japón.

## Trayectoria

### Clubes
| Club                | País  | Año         |
| ------------------- | ----- | ----------- |
| Giravanz Kitakyushu | Japón | 2007 - 2010 |
| Verspah Oita        | Japón | 2011 - 2014 |